# Rickard Lindström (politiker)
Karl Alfred Rickard Lindström (pseudonym: Lars Anders Karlfors), född 1 september 1894 i Hosjö församling, Kopparbergs län, död 16 juli 1950 i Storkyrkoförsamlingen, Stockholm, var en svensk journalist och socialdemokratisk politiker.

## Biografi
Rickard Lindström var son till brädgårdsförmannen Carl Edvard Lindström och Laura Lindström, född Karlsson. Han gick till en början i sin fars fotspår, och var anställd som brädgårdsarbetare 1906–1918. Under tiden blev han medlem av Korsnäs socialdemokratiska ungdomsklubb. År 1913 blev han sekreterare i arbetarekommunen och 1917 dess ordförande. Åren 1920–1924 var han biträdande partisekreterare, samt tillfällig partisekreterare 1924–1926 och 1930–1933. Han var ordförande i Sveriges socialdemokratiska ungdomsförbund (SSU) 1922–1928. Från 1936 var han medlem av partistyrelsen, och 1932–1939 verksam vid Socialistiska arbetarinternationalens exekutiv och byrå. År 1930 invaldes han till Första kammaren för en mandatperiod med början 1931, och ingick bland annat i "välfärdsutskottet". Tre år senare blev han medlem av socialdemokratiska partiets förtroenderåd.
Han började sin journalistiska bana 1918 då han fick tjänst som lokalredaktör vid Dala-Demokraten i Mora. Som redaktör var han även verksam vid SSU:s tidning Frihet, och för Tiden 1920–1929. Han var ett kort tag utrikeskorrespondent i London, och blev sedan chefredaktör för Ny Tid och Social-Demokraten. Han författade även flera böcker. Socialistisk vardag (1928) refererades av Bertil Ohlin i en ledare augusti 1933, där han skrev att om den förening av socialism och borgerlighet som Lindström i den boken uttryckte vann gehör, kunde den radikala liberalismen samarbeta med socialdemokratin.
Under sin samtid var Rickard Lindström en av de tongivande inom den svenska socialdemokratin, och tillhörde tillsammans med bland andra Nils Karleby reformlinjen i partiet. I ungdomsförbundet kritiserade han agitatoriska socialistiska begrepp som "utsugning" och hade liten förståelse för den falang av partiet som främst teoretiserade och hängde fast vid dogmer i stället för de socialistiska målen. Han motsatte sig marxism och förespråkade demokratisk socialism och klassförsoning och att öppna partiet för alla samhällsklasser, i linje med den politik som Per Albin Hansson skulle föra. Under 1920- och 30-talen var Lindström försvarsvän i motsats till de flesta partikamrater. Han förde viktiga opinionsbildande debatter om demokratins behov av ledare, och förhållandet mellan ledaren och kollektivet. Såsom icke-radikal kom han 1927 i konflikt med de socialistiska studenterna i Lund i en debatt i tidningarna Social-Demokraten och Arbetet; studenterna ville ha en mera genomgripande samhällsförändring än Lindström som främst ville förbättra villkoren för arbetarna. Tage Erlander fungerade där som medlare mellan de båda sidorna, men intog mera studenternas hållning. Erlander sammanfattade Lindströms program i sina memoarer med orden: "öka produktionen, stärk försvaret, rensa ut alla dogmer".
Rickard Lindström är begravd på Hosjö kyrkogård.